# Saint-Philibert (Morbihan)
Saint-Philibert è un comune francese di 1 560 abitanti situato nel dipartimento del Morbihan nella regione della Bretagna.

## Società

### Evoluzione demografica
Abitanti censiti